# 北海道福音教会協議会
北海道福音教会協議会（ほっかいどうふくいんきょうかいきょうぎかい）は、日本のプロテスタントの団体。

## 歴史
- 1965年 OMF（国際福音宣教団）より北海道に多くの宣教師が来日して、北海道の各地に教会を設立した。その教会の交わりと伝道の協力を目的に、北海道福音教会協議会が発足した。
- 1964年 品田与志夫とA.レイノルズ宣教師を中心に北海道聖書学院が設立された。
- 1992年 日本新約教団、リーベンゼラ・キリスト教会連合、単立キリスト教会連盟と共に、日本福音キリスト教会連合を設立した。